# Neoscona chrysanthusi
Neoscona chrysanthusi  (лат.) — вид аранеоморфных пауков из семейства пауков-кругопрядов (Araneidae). Обитают в Южной Азии: на территории Бутана и Индии.